# Bugeria
Bugeria – osada w Polsce położona na Pojezierzu Chełmińskim, w województwie kujawsko-pomorskim, w powiecie wąbrzeskim, w gminie Ryńsk.
Według podziału administracyjnego Polski obowiązującego w latach 1975–1998, miejscowość należała do województwa toruńskiego.
Osada niesamodzielna podlega pod Pływaczewo. Osadę stanowią dwa skupiska zbudowań oddalone od siebie ok. 1 km, połączone drogą lokalną, oznaczane nieoficjalnie numerami:
- Bugeria I  - 53°12′34″N 18°53′39″E/53,209444 18,894167
- Bugeria II - 53°11′59″N 18°53′49″E/53,199722 18,896944